# Henry Adams (historien)
Pour les articles homonymes, voir Henry Adams et Adams.
Henry Brooks Adams (16 février 1838- 27 mars 1918) est un romancier et historien américain.

## Biographie
Né à Boston aux États-Unis, dans l'une des plus grandes familles du pays (son grand-père et son arrière-grand-père furent présidents des États-Unis), Henry Adams termine ses études à Harvard en 1858, avant de s'embarquer pour un grand voyage en Europe.
En 1861, son père Charles Francis Adams, Sr., fut nommé par Lincoln ambassadeur des États-Unis en Angleterre et Henry Adams l'accompagna comme secrétaire privé. 
En 1868, il retourne aux États-Unis et s'installe à Washington où il commence à travailler comme journaliste.
En 1870, il est nommé professeur d'histoire médiévale à Harvard, une position qu'il occupera jusqu'à sa retraite en 1877.
Il publie en 1889 et 1891, son principal ouvrage, History of the United States (1801 to 1817), en neuf volumes.

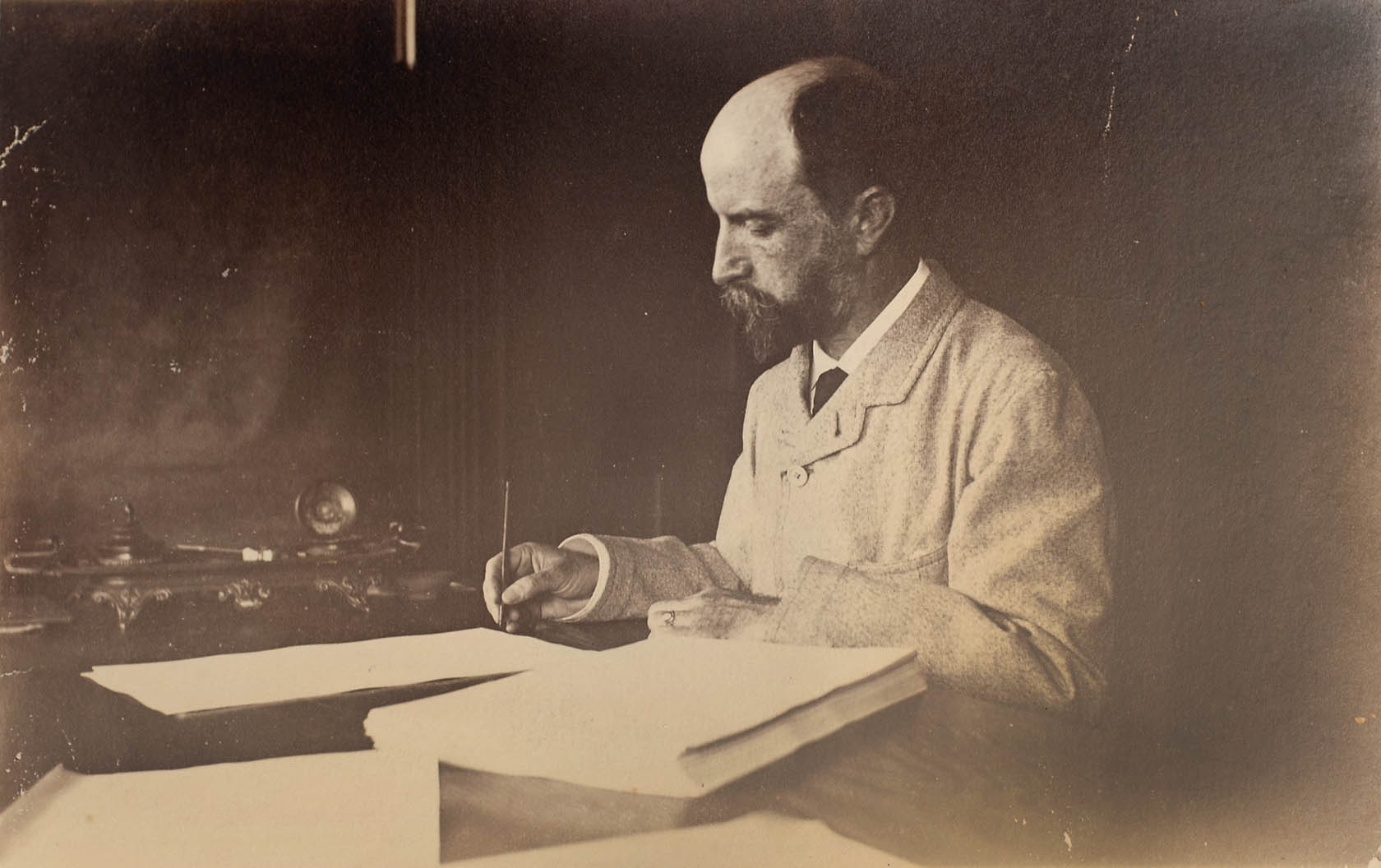
Henry Adams à son bureau, 1883

Le roman Democracy qui est publié anonymement en 1880 et devient immédiatement populaire lui est attribué mais aurait été écrit par son épouse, Marian Hooper. 
Il publie Esther en 1884 sous le nom de plume de Frances Snow Compton. Il est élu membre de l'American Antiquarium Society en 1884.
En 1885, le suicide de sa femme marque le début d'une vie de voyages.

En 1894, il organise la « Ligue de Restriction de l'Immigration » afin de limiter l'accès à l'Amérique d'éléments « non sains » - les Juifs étant les premiers d'entre eux. Dans son livre, The Education of Henry Adams (en), il explique pourquoi :
« Pas un juif polonais frais de Varsovie ou Cracovie - pas un fils de Jacob furtif ou un Isaac qui sent encore le ghetto, grommelant un étrange Yiddish aux officiers de la douane ».
En 1907, il reçut le prix Pulitzer pour son autobiographie, The Education of Henry Adams.
Dès 1907, il réalisa des formulations de modèles analytiques simples par l'extrapolation de séries temporelles, précédant ainsi les modèles d'Insenson[Qui ?], d'Hartman[Qui ?], de Holton[Qui ?] ou de Putnam[Qui ?][Information douteuse].
En 1912, une crise cardiaque le laisse handicapé. Il meurt en 1918 à Washington.

## Dans la culture populaire

### En littérature
Henry Adams est un des personnages secondaires du roman Le Cinquième Cœur (The Fifth Heart) de l'écrivain américain Dan Simmons et paru en 2015. Au cœur de l'intrigue se trouve le fameux Adams Memorial (en), avec son énigmatique sculpture de bronze réalisée par Augustus Saint-Gaudens, qu'Henry Adams a fait ériger après le suicide de sa femme Marian Hooper Adams.